# Living on My Own
«Living on My Own» (англ. «Життя в самотності») — пісня-сингл, яку написав та виконав британський співак Фредді Мерк'юрі. Входить до першого сольного альбому Мерк'юрі «Mr. Bad Guy».
Сингл вперше вийшов у США, у липні 1985року. У Великій Британії «Living on My Own» вийшов у вересні того ж року і посів 50 сходинку британського хіт-параду синглів.
Кліп до цієї пісні частково змонтували із відео-знімання вечірки Фредді Мерк'юрі на честь 39-го дня народження, яке співак відсвяткував у Мюнхені 5 вересня 1985 року. Через те, що в кліпі було багато сцен із трансвеститами і досить фривольна поведінка в сексуальному плані, для тих років, танцюристів та акторів, його заборонили до показу у низці країн.
У 1993 році, через два роки після смерті Фредді Мерк'юрі, на матеріал пісні зробили декілька реміксів. Вони вийшли разом із оригіналом пісні і відразу ж очолили UK Singles Chart (14 серпня), на вершині якого знаходилися два тижні. Загалом же «Living on My Own» протрималася в чартах 13 тижнів, поставивши цим своєрідний рекорд.
Пісня стала найуспішнішою серед сольних синглів Фредді Мерк'юрі, але, на жаль, вже після смерті соліста Queen.

## Список треків

### Реліз 1985
7"
- А «Living On My Own (single version)» — 3:00
- В. «My Love Is Dangerous (album version)» — 3:40

12"
- А. «Living On My Own (extended version)» — 6:35
- В. «My Love Is Dangerous (extended version)» — 6:28

### Версія 1993
7"/Касета
- A. «Living On My Own (Radio mix)» — 3:40
- B. «Living On My Own (1992 album remix)» — 3:38

CD
| #  | Назва                               | Тривалість |
| -- | ----------------------------------- | ---------- |
| 1. | «Living On My Own (Radio Mix)»      | 3:40       |
| 2. | «Living On My Own (Extended Mix)»   | 5:17       |
| 3. | «Living On My Own (Club Mix)»       | 4:27       |
| 4. | «Living On My Own (1992 album Mix)» | 3:38       |

12"
- A1. «Living On My Own (Extended mix)»
- A2. «Living On My Own (Club mix)»
- B1. «Living On My Own (Dub mix)»
- B2. «Living On My Own (LA mix)»

## Чарти
1985:
| №  | Країна          |
| -- | --------------- |
| 50 | Велика Британія |

1993:
| №  | Країни                                     |
| -- | ------------------------------------------ |
| 1  | Велика Британія, Франція, Норвегія, Італія |
| 2  | Австрія, Німеччина, Швейцарія, Нідерланди  |
| 29 | Швеція                                     |

## Текст пісні
| Living On My Own Sometimes I feel I'm gonna break down and cry (so lonely) Nowhere to go nothing to do with my time I get lonely so lonely living on my own Sometimes I feel I'm always walking too fast (so lonely) And everything is coming down on me down on me I go crazy oh so crazy living on my own Dee do de de Dee do de de I don't have no time for the monkey business Dee do de de Dee do de de I get so lonely lonely lonely lonely yeah Got to be some good times ahead Sometimes I feel nobody gives me no warning Find my head is always up in the clouds In a dream world It's not easy living on my own, my own, my own Dee do de de (lonely) Dee do de de (lonely) I don't have no time for the monkey business Dee do de de Dee do de de I get so lonely lonely lonely lonely yeah Got to be some good times ahead Dee do de de Dee do de de I don't have no time for the monkey business Dee do de de Dee do de de I get so lonely lonely lonely lonely yeah Got to be some good times ahead |  | «Життя в самотності» (переклад) Іноді мені здається, що я зламаюся і заплачу (мені так самотньо) Нікуди піти, немає чим зайняти себе. Мені самотньо, так самотньо жити одному! Іноді я відчуваю, що дуже поспішаю, (так самотньо) І все звалюється на мене. Я божеволію, сходжу з розуму, живучи на самоті Ді-до-де-де, ді-до-де-де, У мене немає часу на мавпячу працю. Ді-до-де-де, ді-до-де-де, Мені так самотньо, самотньо, самотньо так Попереду мене повинні чекати кращі часи Іноді я відчуваю, що ніхто мене не попереджає, Я постійно витаю в хмарах, У світі мрій. Нелегко жити одному Ді-до-де-де (самотньо), ді-до-де-де (самотньо), У мене немає часу на мавпячу працю. Ді-до-де-де, ді-до-де-де, Мені так самотньо, самотньо, самотньо так Попереду мене повинні чекати кращі часи Ді-до-де-де, ді-до-де-де, У мене немає часу на мавпячу працю. Ді-до-де-де, ді-до-де-де, Мені так самотньо, самотньо, самотньо так Попереду мене повинні чекати кращі часи |

## Відео
- YouTube «Living on My Own» [Архівовано 29 грудня 2011 у Wayback Machine.] (англ.)
- YouTube «Living on My Own» (1993) [Архівовано 23 листопада 2011 у Wayback Machine.] (англ.)